# Vaterpolski klub Galeb Makarska rivijera
Vaterpolski klub Galeb MR je muški vaterpolski klub iz Makarske, Splitsko-dalmatinske županije.
| Galeb MR    | Galeb MR                                        |
| ----------- | ----------------------------------------------- |
| Puno ime    | Vaterpolski klub Galeb Makarska Rivijera        |
| Grad        | Makarska                                        |
| Država      | Hrvatska                                        |
| Boje kluba  | Bijela/plava                                    |
| Osnovan     | 1952.                                           |
| Plivalište  | Gradski bazen Makarska                          |
| Kapacitet   | 460                                             |
| Predsjednik | Vlado Lalić                                     |
| Trener      | Milovan Čović                                   |
| Liga        | Prvenstvo HrvatskeA-2 Regionalna vaterpolo liga |
| 2019./20.   | 7. (PH) 8. (A-2 RL) 1/4. (Kup RH)               |

## Klupski uspjesi
| Najveći uspjesi | Najveći uspjesi                                                                               |
| --------------- | --------------------------------------------------------------------------------------------- |
| 1968.           | Prvaci Treće lige                                                                             |
| 1969.           | Prvaci Treće lige                                                                             |
| 1992.           | Prvaci Druge lige                                                                             |
| 1993-1995       | Sudionici Prve hrvatske lige                                                                  |
| 2002.           | Prvaci Druge lige                                                                             |
| 2011.           | Prvaci Prve "B" lige                                                                          |
| 2018- 2020.     | Sudionici Prve hrvatske lige Sudionici A2 TRVL 7. Mjesto u PH, 1/4 Kupa RH, 8. Mjesto A2 TRVL |

## Vanjske poveznice
•http://rwp-league.com/galeb-mr/  Arhivirana inačica izvorne stranice od 14. listopada 2019. (Wayback Machine)
•http://www.hvs.hr/hvs/produkcija/hvsweb.nsf/TimProfil.xsp?action=openDocument&documentId=EBB0188AD2FD7772C1257DD5003A39E3  Arhivirana inačica izvorne stranice od 14. listopada 2019. (Wayback Machine)